# Матвеев, Геннадий Васильевич (актёр)
Генна́дий Васи́льевич Матве́ев (24 мая 1946, Москва, СССР — 1 июня 2019, Москва, Россия) — советский и российский актёр театра и кино, заслуженный артист Российской Федерации (1999), член Союза театральных деятелей и Союза кинематографистов.

## Биография
Родился 24 мая 1946 года. Окончил Щукинское театральное училище. Играл в театре Советской Армии, Московском театре Миниатюр, «Театре 21», театре под руководством Е. Радомысленского, театре «Вернисаж», театре «Игроки», театре «Современная Опера» под руководством Ал. Рыбникова, «Центре имени Вс. Мейерхольда» под руководством Валерия Фокина, «Московском Армянском Театре» (спектакль «Суд идёт»), в 1980-х вёл программу «Спокойной ночи, малыши!».
Снимался в кино и сериалах. Состоял в Союзе театральных деятелей и Союзе кинематографистов России.
Скончался 1 июня 2019 года. Похоронен 4 июня 2019 года на Ваганьковском кладбище.

## Фильмография
- 1978 — Целуются зори — парень в ресторане
- 1979 — Несколько дней из жизни И. И. Обломова — дворовый
- 1979 — Экипаж — вертолётчик, напарник Ненарокова
- 1981 — Цыганское счастье — тракторист
- 1984 — Очень важная персона — зять
- 1985 — Не ходите, девки, замуж — заместитель председателя колхоза
- 1987 — Очи чёрные — полицмейстер
- 1988 — Абориген — инспектор рыбнадзора
- 1988 — Ёлки-палки! — милиционер
- 1988 — На помощь, братцы!
- 1991 — По Таганке ходят танки — мужчина на митинге
- 1991 — И возвращается ветер… — Степан Постовой
- 1993 — Урод — Фишер
- 1995 — Пионерка Мэри Пикфорд — отец Шуры Климовой
- 1995 — Ширли-мырли — генерал
- 2003 — Баязет — Потресов Николай Сергеевич, майор
- 2003 — Тайны дворцовых переворотов. Фильм 6. Смерть юного императора — Михаил Долгоруков
- 2004 — Джек-пот для Золушки — администратор казино
- 2007 — Эксперты — областной прокурор Стасов
- 2009 — Аннушка — Захарыч, председатель колхоза
- 2012 — Товарищи полицейские — полковник полиции Виктор Фёдорович Миханошин, начальник УСБ ГУВД Москвы
- 2014 — Тихая охота — Алексей Иванович Шуриков («Шурян»), пожилой вор-карманник
- 2018 — Хор — «Митяй»

## Озвучивание мультфильмов
- 1979 — Ох, отдохнул